# Chökyi Jungne
Situ Panchen Chökyi Jungne (1700-1774) was een Tibetaans tulku, wetenschapper en kunstenaar. Hij was de achtste tai situ, een van de invloedrijkste geestelijk leiders van de karma kagyütraditie in het Tibetaans boeddhisme en van de kagyütraditie in het algemeen.

## Boeddhist
Hij was een leerling van Changchub Dorje, de twaalfde karmapa, de nyingmameester Katok Tsewang Norbu. Verder had hij een belangrijke rol in de acceptatie voor de Zhentong, een filosofische onderstroming in het Tibetaans boeddhisme.
Chökyi Jungne geldt als de stichter van het klooster Palpung Chökhor Ling. Verder was hij was hofgeestelijke aan het hof van het koninkrijk Dergé.

## Wetenschapper
Chökyi Jungne was grammaticus en schrijver en liet belangrijke werken na in de grammatica van de Tibetaanse taal. Een belangrijk werk van zijn hand was de Derge-uitgave van de kangyur (Tibetaans.: sde dge bka' 'gyur).
Hij was een innovator in de Tibetaanse geneeskunde.

## Kunstenaar
Hij stond bekend als een meesterschilder in de Gar-bris-traditie  van de Tibetaanse schilderkunst. In Chökyi Jungne kreeg de Gar-bris-traditie een nieuwe impuls en zijn stijl wordt dan ook benoemd als de Nieuwe Gar-bris-stijl. Die kenmerkt zich door figuren die gebaseerd zijn op de esthetiek van modellen uit India die vaak geplaatst worden in een open blauwgroene landschapsstijl van schilderen die weer ontleend is aan de Chinese schilderkunst. Zijn schilderingen suggereren een gevoel van diepte in een terugwijkende ruimte. In 2009 was nog een expositie van zijn werk te zien in het Rubin Museum of Art in New York.
- Bibliothèque nationale de France: cb155175736 (data)
- Gemeinsame Normdatei: 103536604
- International Standard Name Identifier: 0000 0000 8116 6811
- Library of Congress Control Number: n90640533
- Nationale Bibliotheek van Israël: 987007268236105171
- Nederlandse Thesaurus van Auteursnamen: 074746642
- Système universitaire de documentation: 091009812
- Virtual International Authority File: 37330298
- WorldCat: E39PBJdcvBWyfv6CXMprBf9MT3